# 17074 Shreshth
17074 Shreshth è un asteroide della fascia principale. Scoperto nel 1999, presenta un'orbita caratterizzata da un semiasse maggiore pari a 2,575716 UA e da un'eccentricità di 0,129255, inclinata di 15,120851° rispetto all'eclittica. Ha un periodo di rotazione di 33,375 ore.